# High Speed 1

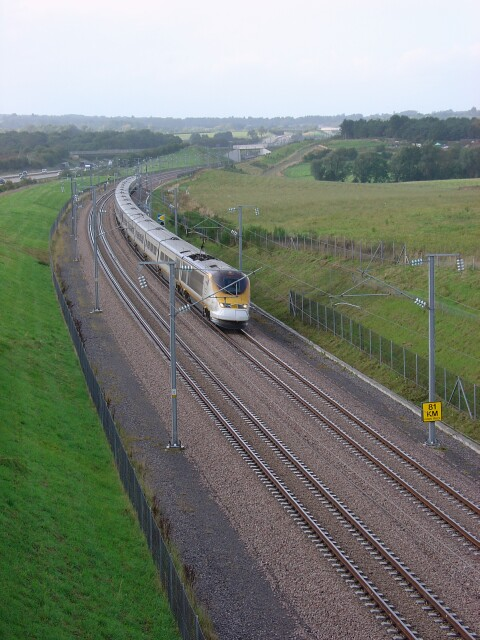
Eurostar op de CTRL bij Ashford

De High Speed 1 (HS1), ook bekend onder zijn projectnaam Channel Tunnel Rail Link (CTRL), is een hogesnelheidslijn in het Verenigd Koninkrijk die de Kanaaltunnel met Londen verbindt. De lijn wordt geëxploiteerd door de London and Continental Railways (LCR).
De lijn is 108 kilometer lang en maakt het mogelijk om zonder tussenstops in 2 uur en 15 minuten tussen London St. Pancras en Paris Nord te reizen. De reis St. Pancras - Brussel-Zuid duurt zonder tussenstops 1 uur 51 minuten. De meeste treinen met bestemming of vertrek vanuit Brussel stoppen in Lille Europe waardoor de reis 6 minuten langer duurt.

## Project
Het eerste gedeelte (section 1) tussen de Kanaaltunnel en Fawkham Junction is 74 kilometer lang en is geopend in september 2003. De reisduur was daardoor 20 minuten korter geworden. De lijn is geëlektrificeerd met 25 kV wisselspanning met een frequentie 50 hertz en geschikt voor een maximumsnelheid van 300 km/h, de topsnelheid van de Eurostartreinen. De HS1 is ontwikkeld door de ingenieurs van de Franse LGV's. De lijn is gebouwd voor het ruimere Europese omgrenzingsprofiel.
Met de aanleg van de nieuwe lijn kregen de Eurostar-treinen een ander eindpunt in Londen, in plaats van station Waterloo op de zuidoever van de Theems werd als eindpunt gekozen voor station St. Pancras, dat werd verbouwd en omgedoopt in St Pancras International.
In 2007 is de resterende 34 kilometer (section 2) geopend tussen Fawkham Junction en London St. Pancras. De trein rijdt daar grotendeels door tunnels onder de Theems-rivier en de dichtbebouwde gemeenten ("boroughs") van Londen. De tunnel onder de Theems is ongeveer 3 km lang en loopt van Dartford in het graafschap Kent naar Thurrock, een autonome gemeente (administratief afgescheiden van het graafschap Essex). Daar vlecht de HS1 zich door de M25, de buitenste ringweg van Londen. In "Greater London" zijn er twee tunnels van ongeveer 10 en 7,5 km, waartussen zich, in een open sleuf van ongeveer 1 km lengte, het nieuwe station Stratford International bevindt. De oostelijke tunnel van 10 km begint in Dagenham en eindigt in het westen van Newham (Stratford). De westelijke tunnel van 7,5 km begint direct na station Stratford International, en loopt onder Hackney en Islington. Na de tweede tunnel resteert een kort traject van iets meer van een kilometer tot de perrons van station London St Pancras International.
Er zijn vier spoorwegstations op het traject van de High Speed 1:
- London St Pancras International als begin- of eindpunt die na renovatie en de aanleg van HS1 op 6 november 2007 terug voor deze lijn in gebruik werd genomen.
- Stratford International dat op 30 november 2009 werd geopend, naar aanleiding van de lancering van de hogesnelheidsdiensten van spoorwegmaatschappij Southeastern. Tot nader order stoppen er geen internationale treinen in het station.
- Ebbsfleet International in het district Dartford, dat op 19 november 2007 werd geopend. Sommige internationale treinen naar Brussel en Parijs stoppen hier.
- Ashford International. Op deze locatie bestaat al sinds 1 december 1842 een spoorwegstation. De eerste Eurostar deed het station aan op 8 januari 1996, iets meer dan een jaar na de opening van de Kanaaltunnel. Sommige internationale treinen naar Brussel en Parijs stoppen hier.